# Porter Ricks
Porter Ricks ist ein deutsches Dub-Techno-Projekt der Musiker Thomas Köner und Andy Mellwig.

## Geschichte
Porter Ricks ist nach einer von Brian Kelly in der 1960er-Jahre-Fernsehserie Flipper dargestellten Figur benannt.
Die ersten Veröffentlichungen erschienen ab 1996 auf dem von Moritz von Oswald und Mark Ernestus betriebenen Label Chain Reaction. Noch im gleichen Jahr erschien mit Biokinetics das Debütalbum, ebenfalls auf Chain Reaction. Das Album fasste einige der zuvor als 12"-Single veröffentlichten Stücke sowie neue Kompositionen als Longplayer zusammen.
Bereits mit den ersten Veröffentlichungen setzte das Projekt sowohl klanglich (extrem tiefe, „subsonische“ Töne, Rauschen) als auch in der Namensgebung der Stücke (Port of Nuba, Nautical Nuba, Nautical Dub) augenscheinlich Bezüge zu maritimen Themen. Hierbei ging es jedoch weniger um bildliche Vorstellungen des Meeres, als vielmehr um die musikalische Bedeutung des Rauschens und der Wellen.

„Die Bezüge zur Nautik hingegen täuschen, sind doppeldeutig. Es geht letztlich nicht darum, natürliche Geräusche zu imitieren, bildliche Vorstellungen zu wecken oder Assoziationen zwischen beiden herzustellen. Es geht um die wirkliche Verbindung von Semantik und Musik. Was bedeuten Rauschen und Wellen musikalisch, bis in die Tiefen des Entstehungsprozesses.“

Ende des Jahres erschien mit Zebu eine 10"-Single mit zwei Stücken auf dem niederländischen Label Barooni, auf dem Köner bereits seit 1990 einige Solo-Alben veröffentlicht hatte.
Das 1997 auf Mille Plateaux veröffentlichte zweite Album – Porter Ricks – überraschte Kritiker und Fans mit zum Teil eher poppigen, funkigen Techno-Stücken. Auch die später auf Force Inc. Music Works veröffentlichten Singles Spoil / Spoiled und Explore / Exposed zeigten Bezüge zu Disco-Sounds.
Bis 1999 folgten dann noch ein Kollaborationsalbum mit der britischen Gruppe Techno Animal und zwei vielbeachtete Remixes für Nine Inch Nails (The Day the World Went Away) und Low (Down). Daraufhin wandten sich Köner und Mellwig ihren jeweiligen Solo-Projekten zu. Erst im Jahr 2016 begann ein Comeback mit einem Auftritt beim Atonal im Berliner Kraftwerk, gefolgt von der EP Shadow Boat als erster Neuveröffentlichung seit 17 Jahren. Ein Jahr später folgte mit Anguilla Electrica auf Tresor ein weiterer Longplayer.

## Diskographie

### Alben
- 1996: Porter Ricks – Biokinetics (Chain Reaction)
- 1997: Porter Ricks – Porter Ricks (Mille Plateaux)
- 1999: Porter Ricks / Techno Animal – Symbiotics (Force Inc. Music Works)
- 2017: Porter Ricks – Anguilla Electrica (Tresor Records)
- 2021: Porter Ricks – Porter Ricks (Re-Release; Mille Plateaux)

### Singles und EPs
- 1996: Porter Ricks – Port of Nuba / Nautical Nuba (Chain Reaction)
- 1996: Porter Ricks – Port of Transition / Port of Call (Chain Reaction)
- 1996: Porter Ricks – Nautical Dub (Tidal Mix) / Port Gentil (Chain Reaction)
- 1996: Porter Ricks – Zebu (Barooni)
- 1997: Porter Ricks – Vol. 1 (Force Inc. Music Works)
- 1997: Porter Ricks – Explore / Exposed (Force Inc. Music Works)
- 1997: Porter Ricks – Vol. 2 (Force Inc. Music Works)
- 1997: Porter Ricks – Spoil / Spoiled (Force Inc. Music Works)
- 1998: Porter Ricks – Trident E.P. (Force Inc. Music Works)
- 2016: Porter Ricks – Shadow Boat E.P. (Tresor Records)

### Remixes
- 1996: Nonplace Urban Field – Whimp (Porter vs. Whimp Remix)
- 1997: Urban Voodoo – The Chartist's Soul (RMX UV)
- 1997: Love Inc. – R.E.S.P.E.C.T. (Porter Ricks Remix)
- 1998: Techno Animal – Demonoid (Version - Porter Ricks)
- 1998: Low – Down (Porter Ricks Remix)
- 1999: Nine Inch Nails – The Day the World Went Away (Porter Ricks Mix)